# جيني إيفانز

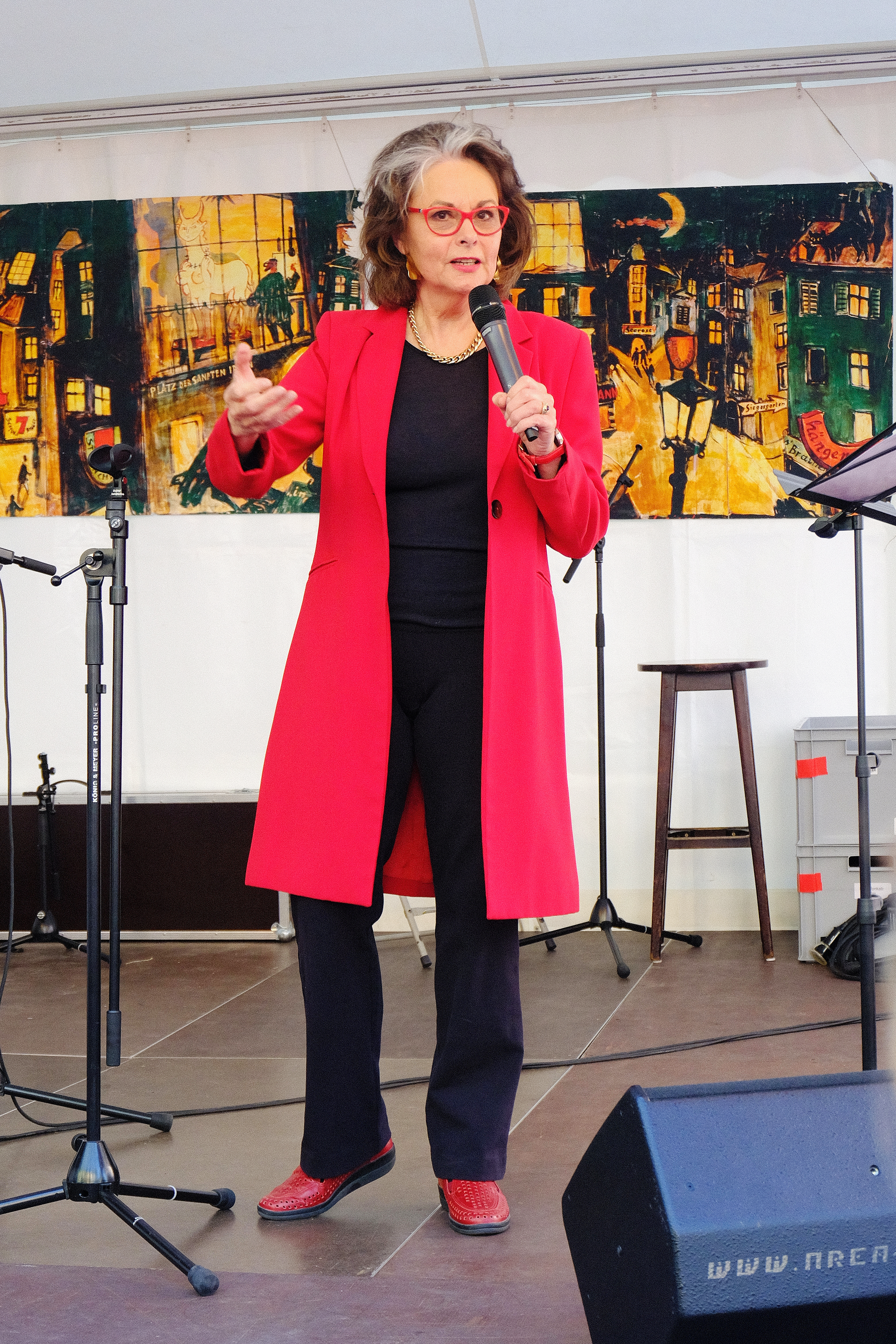
جيني إيفانز 2019

جيني إيفانز (بالإنجليزية: Jenny Evans)‏ هي مغنية بريطانية، ولدت في 1954 في لندن الكبرى في المملكة المتحدة.

## وصلات خارجية
- جيني إيفانز على موقع IMDb (الإنجليزية)
- جيني إيفانز على موقع ألو سيني (الفرنسية)
- جيني إيفانز على موقع ميوزك برينز (الإنجليزية)
- جيني إيفانز على موقع أول ميوزيك (الإنجليزية)
- جيني إيفانز على موقع ديسكوغز (الإنجليزية)
- جيني إيفانز على موقع كينوبويسك (الروسية)